# Episodi de La piccola moschea nella prateria (seconda stagione)
La seconda stagione della serie televisiva La piccola moschea nella prateria è andata in onda in Canada su CBC Television dal 3 ottobre 2007 al 5 marzo 2008.
In Italia è stata trasmessa in prima tv su Rai 1 dal 21 luglio 2012 al 2 settembre 2012.
| nº | Titolo originale         | Titolo italiano               | Prima TV Canada  | Prima TV Italia   |
| -- | ------------------------ | ----------------------------- | ---------------- | ----------------- |
| 1  | Grave Concern            | Vendesi dimore eterne         | 3 ottobre 2007   | 21 luglio 2012    |
| 2  | Ban the Burqa            | Il velo della discordia       | 10 ottobre 2007  | 28 luglio 2012    |
| 3  | Public Access            | Una questione di principio    | 17 ottobre 2007  | 28 luglio 2012    |
| 4  | Lucky Day                | Una giornata fortunata        | 24 ottobre 2007  | 4 agosto 2012     |
| 5  | Mercy Beet               | Succo di barbabietole         | 7 novembre 2007  | 4 agosto 2012     |
| 6  | Rival Imam               | Imam contro Imam              | 14 novembre 2007 | 11 agosto 2012    |
| 7  | Spy Something or Get Out | Attenzione alle spie          | 20 novembre 2007 | 11 agosto 2012    |
| 8  | Best Intentions          | Con le migliori intenzioni    | 28 novembre 2007 | 12 agosto 2012    |
| 9  | No Fly List              | Il bagno del sindaco          | 5 dicembre 2007  | 12 agosto 2012    |
| 10 | Eid's a Wonderful Life   | L'Eid è una cosa meravigliosa | 12 dicembre 2007 | 18 agosto 2012    |
| 11 | The Five Year Plan       | Un piano quinquennale         | 12 dicembre 2007 | 18 agosto 2012    |
| 12 | Jihad on Ice             | La guerra sul ghiaccio        | 9 gennaio 2008   | 19 agosto 2012    |
| 13 | The Crush                | La cittadinanza               | 16 gennaio 2008  | 19 agosto 2012    |
| 14 | Welcome to Mercy         | Benvenuto a Mercy             | 23 gennaio 2008  | 25 agosto 2012    |
| 15 | Wheat Week               | La settimana del grano        | 30 gennaio 2008  | 25 agosto 2012    |
| 16 | Ear for Trouble          | Competizione                  | 6 febbraio 2008  | 26 agosto 2012    |
| 17 | Meet J.J.                | Incontro con J.J.             | 13 febbraio 2008 | 26 agosto 2012    |
| 18 | Security Alert           | Allarme sicurezza             | 20 febbraio 2008 | 1º settembre 2012 |
| 19 | Islam on Tap             | Tip Tap                       | 27 febbraio 2008 | 1º settembre 2012 |
| 20 | Marriage Minded          | Proposta di matrimonio        | 5 marzo 2008     | 2 settembre 2012  |